# Тринидад (Колумбия)
Тринидад (исп. Trinidad) — город и муниципалитет в северо-восточной части Колумбии, на территории департамента Касанаре.

## История
Поселение, из которого позднее вырос город, было основано 12 февраля 1724 года. Муниципалитет Тринидад был выделен в отдельную административную единицу 3 декабря 1959 года.

## Географическое положение

Муниципалитет Тринидад

Город расположен в центральной части департамента, в пределах Оринокского природно-территориального комплекса, на левом берегу реки Пауто, на расстоянии приблизительно 80 километров к востоко-северо-востоку от города Йопаль, административного центра департамента. Абсолютная высота — 168 метров над уровнем моря.
Муниципалитет Тринидад граничит на севере с территорией муниципалитета Пас-де-Арипоро, на северо-западе — с муниципалитетом Поре, на юго-западе и юге — с муниципалитетом Сан-Луис-де-Паленке, на востоке — с территорией департамента Вичада. Площадь муниципалитета составляет 2947 км².

## Население
По данным Национального административного департамента статистики Колумбии, совокупная численность населения города и муниципалитета в 2024 году составляла 15 197 человек.
Динамика численности населения муниципалитета по годам:
| 2005   | 2010   | 2015   | 2020   | 2021   | 2022   | 2023   | 2024   |
| ------ | ------ | ------ | ------ | ------ | ------ | ------ | ------ |
| 11 478 | 13 049 | 14 741 | 14 052 | 14 382 | 14 645 | 14 910 | 15 197 |

Согласно данным переписи 2005 года мужчины составляли 51,1 % от населения Тринидада, женщины — соответственно 48,9 %. В расовом отношении белые и метисы составляли 99,7 % от населения города; негры и мулаты — 0,2 %; индейцы — 0,1 %.

## Экономика
Большинство трудоспособного населения занято в скотоводстве, а также в выращивании риса, кукурузы и бананов.
57,7 % от общего числа городских и муниципальных предприятий составляют предприятия торговой сферы, 29,3 % — предприятия сферы обслуживания, 5 % — промышленные предприятия, 8 % — предприятия иных отраслей экономики.